# 別德馬縣

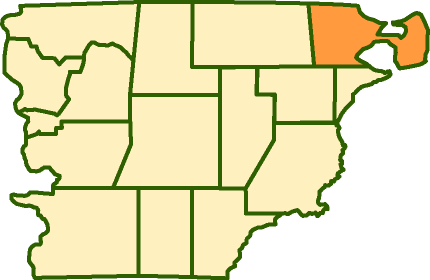

別德馬縣（西班牙語：Departamento Biedma），是阿根廷的縣份，位於該國中部丘布特省，首府設於馬德林港，始建於1865年7月28日，面積12,940平方公里，2010年人口82,883，人口密度每平方公里6.3人。